# Jurgucie
Jurgucie (deutsch Jurgutschen, 1938 bis 1945 Jürgenshof) ist eine Siedlung (polnisch osada) in der polnischen Woiwodschaft Ermland-Masuren, die zur Landgemeinde Budry (Buddern) im Powiat Węgorzewski (Kreis Angerburg) gehört.

## Geographische Lage
Jurgucie liegt am Südufer der Angerapp (polnisch Węgorapa) im Nordosten der Woiwodschaft Ermland-Masuren, zwölf Kilometer nordöstlich der Kreisstadt Węgorzewo (Angerburg).

## Geschichte
Der seinerzeit Rosasche genannte kleine Ort wurde 1539 gegründet und hieß vor 1785 Rosossen, nach 1785 Jurgatschen und bis 1938 Jurgutschen. Im Jahre 1874 kam er zum neu errichteten Amtsbezirk Sobiechen (polnisch Sobiechy) im Kreis Angerburg im Regierungsbezirk Gumbinnen der preußischen Provinz Ostpreußen. 51 Einwohner zählte der Gutsbezirk Jurgutschen im Jahre 1910.
Am 30. September 1928 gab Jurgutschen seine Eigenständigkeit auf und wurde in die benachbarte Landgemeinde Pietrellen (1938 bis 1945 Treugenfließ, polnisch Pietrele) eingemeindet. Am 3. Juni (mit amtlicher Bestätigung vom 16. Juli) des Jahres 1938 erhielt der Ort aus politisch-ideologischen Gründen der Vermeidung fremdländisch klingender Ortsnamen die Umbenennung in „Jürgenshof“.
In Kriegsfolge kam der Ort 1945 mit dem südlichen Ostpreußen zu Polen und trägt seither die polnische Bezeichnung „Jurgucie“. Heute ist er eine Ortschaft im Verbund der Landgemeinde Budry im Powiat Węgorzewski, vor 1998 zur Woiwodschaft Suwałki, seither zur Woiwodschaft Ermland-Masuren gehörig.

## Religionen
Jurgutschen war bis 1945 in die evangelische Kirche Buddern in der Kirchenprovinz Ostpreußen der Kirche der Altpreußischen Union sowie in die katholische Kirche Zum Guten Hirten Angerburg im Bistum Ermland eingepfarrt.
Heute gehören die evangelischen Einwohner Jurgucies zur Kirchengemeinde Węgorzewo (Angerburg), einer Filialgemeinde der Pfarrei in Giżycko (Lötzen) in der Diözese Masuren der Evangelisch-Augsburgischen Kirche in Polen. Die katholischen Kirchenglieder sind der Pfarrei in Budry (Buddern) bzw. der Pfarrei in Olszewo Węgorzewskie (Olschöwen, 1938 bis 1945 Kanitz) und deren Filialkapelle in Ołownik (Laningken, 1938 bis 1945 Sanden) im Bistum Ełk (Lyck) der Römisch-katholischen Kirche in Polen zugeordnet.

## Verkehr
Jurgucie liegt verkehrsmäßig etwas abgelegen und kann nur über Landwege von Sobiechy (Sobiechen, 1938 bis 1945 Salpen) oder Ołownik (Launingken, 1938 bis 1945 Sanden) erreicht werden. Eine Bahnanbindung existiert nicht.